# Taoufik Hicheri
Taoufik Hicheri, né le 8 janvier 1965 à Tunis, est un footballeur tunisien. Il évolue au poste de défenseur.
Il a joué aussi plusieurs matchs avec la sélection tunisienne.

## Carrière
- 1984-1991 : Espérance sportive de Tunis (Tunisie)
- 1991-1994 : Vitória Guimarães (Portugal)
- 1994-1995 : Croissant sportif de M'saken (Tunisie)
- 1995-1999 : Espérance sportive de Tunis (Tunisie)

## Palmarès
- Coupe de la CAF : 1997
- Coupe d'Afrique des vainqueurs de coupe : 1998
- Coupe afro-asiatique des clubs : 1995
- Supercoupe arabe : 1996
- Championnat de Tunisie : 1985, 1988, 1989, 1991, 1998, 1999
- Coupe de Tunisie : 1986, 1989, 1991, 1997, 1999